# Yūichi Nemoto
Yūichi Nemoto (jap. 根本 裕一 Nemoto Yūichi; ur. 21 lipca 1981) – japoński piłkarz występujący na pozycji obrońcy.

## Kariera klubowa
Od 2000 do 2012 roku występował w klubach Kashima Antlers, Cerezo Osaka, Vegalta Sendai, Oita Trinita, JEF United Chiba i Zweigen Kanazawa.